# Hagia Irene

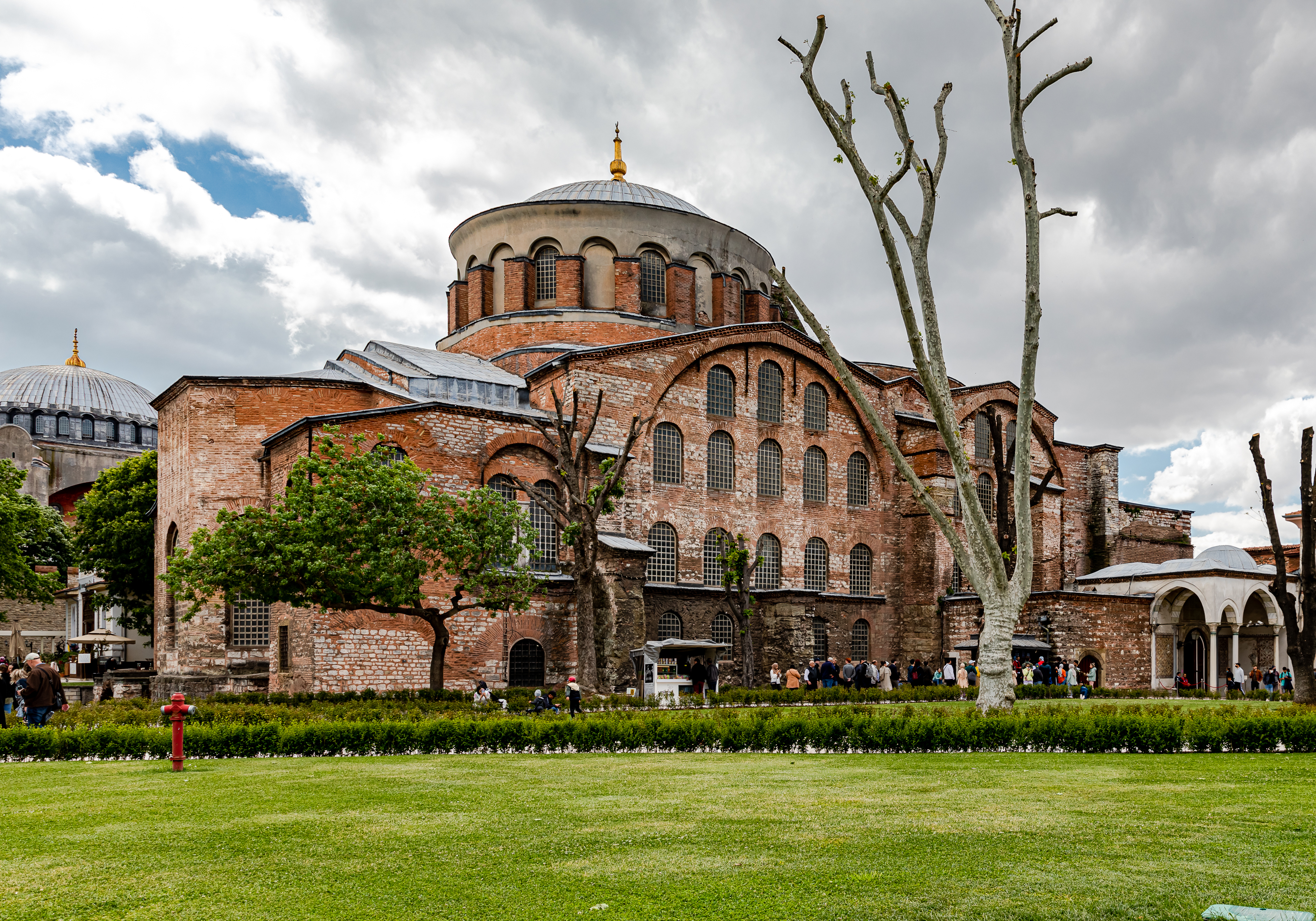
Ostpartie der Kirche

Apsis der Kirche mit Kreuz

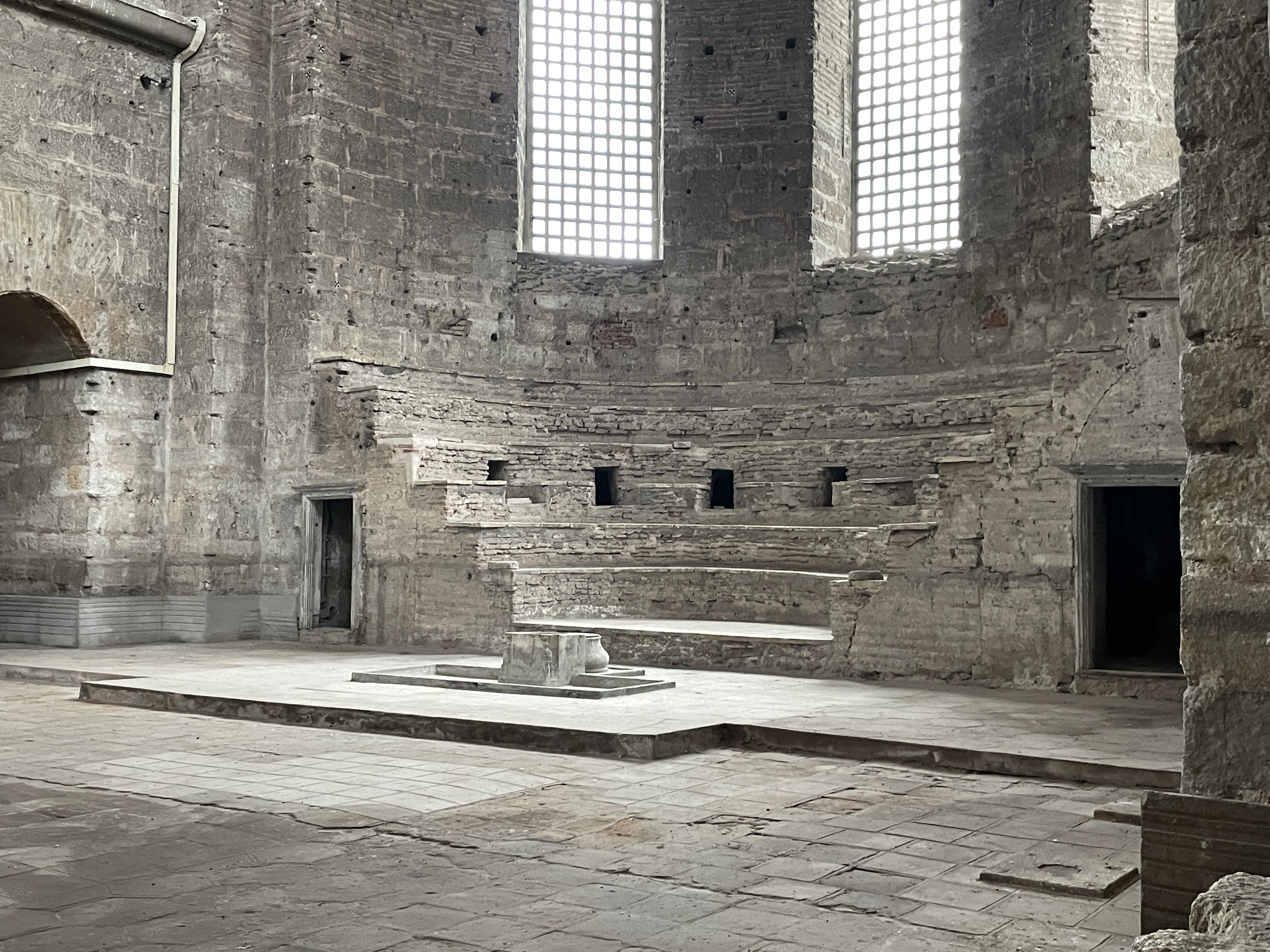
Apsis der Hagia Irene ohne Konzertbestuhlung (April 2024)

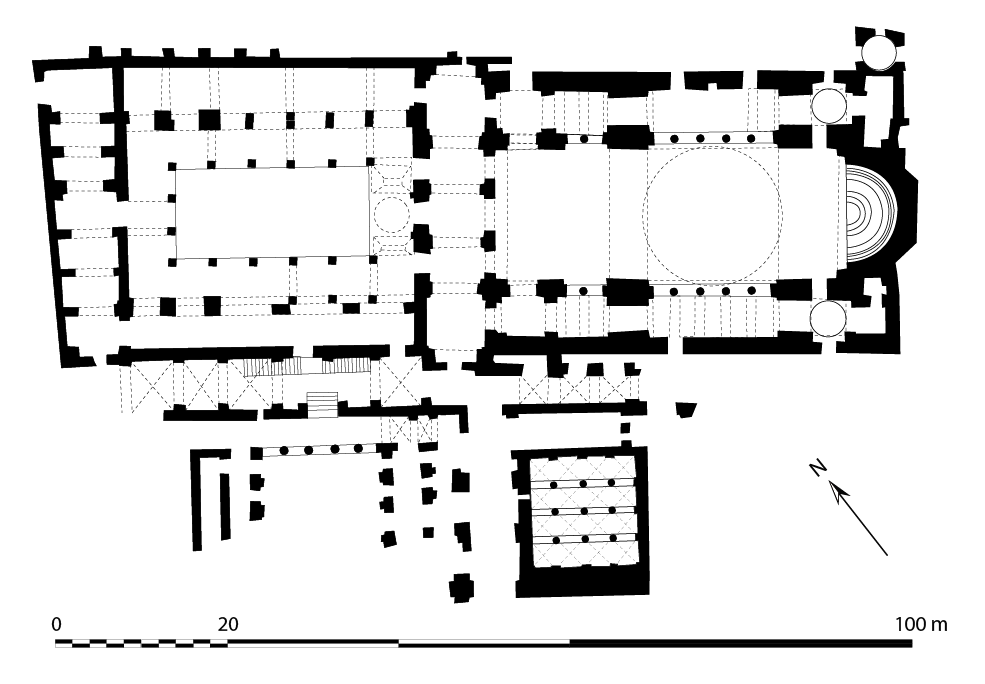
Grundriss der Kirche

Die Hagia Irene oder Hagia Eirene (Αγία Ειρήνη, altgriechische Aussprache Hagia Ejrene, neugriechisch Aja Irini, „Kirche des Göttlichen Friedens“; türkisch Aya İrini; auch Irenenkirche) war eine byzantinische Kirche in Konstantinopel, dem heutigen Istanbul. Später, in der osmanischen Zeit, wurde sie als Waffenlager genutzt, heute ist sie ein Museum und dient als Konzertraum.

## Lage
Die Hagia Irene befindet sich auf dem großen (ersten) Hof zwischen der Hagia Sophia und dem Topkapı-Palast in Istanbul.

## Geschichte
Die Irenenkirche wurde unter dem römischen Kaiser Konstantin I. im 4. Jahrhundert als erste Kirche Konstantinopels erbaut. Sie war ein Schauplatz der – teilweise blutigen – Auseinandersetzungen zwischen Arianern und Trinitariern während des Arianischen Streits. In der Hagia Irene tagte 381 das Zweite Ökumenische Konzil, das diesen Streit beenden sollte. Sie war die Kirche des Patriarchats, bevor die Hagia Sophia errichtet wurde.
Nachdem die Kirche 532 beim Nika-Aufstand niedergebrannt worden war, ließ Justinian I. sie wieder aufbauen. Nach erneuter Zerstörung durch ein Erdbeben im Jahre 740 wurde die Hagia Irene unter Konstantin V. weitgehend neu erbaut.
Nach der Eroberung von Konstantinopel durch die Osmanen 1453 benutzte die Palastwache der Janitscharen die Kirche als Waffenarsenal. Ahmet Fethi Pascha, Marschall des Arsenals, ließ 1846 in der Kirche ein Museum einrichten. Als 1875 der Platz für weitere Exponate nicht mehr ausreichte, wurde die Sammlung in den Çinili Köşk in der Topkapı-Palastanlage verlegt. 1869 wurde die Kirche Reichsmuseum (Müze-i Hümayun) und 1908 für einige Zeit Militärmuseum. Seit 1973 wird das restaurierte Baudenkmal wegen seiner eindrucksvollen akustischen Atmosphäre für klassische Konzerte genutzt, untersteht aber als Museum der Hagia-Sophia-Museumsdirektion. Die meisten Konzerte des Istanbul Musik Festivals werden seit 1980 in der Hagia Irene durchgeführt.

## Beschreibung

Längsschnitt

Die Hagia Irene ist ein frühes Beispiel für den Übergang vom Basilikalgrundriss zum Zentralbau in Form eines griechischen Kreuzes. In seiner heutigen Gestalt stammt das Bauwerk aus dem 8. Jahrhundert. Die Hagia Irene ist die einzige byzantinische Kirche mit einem original erhaltenen Atrium.
Die von zwei Kuppeln überwölbte Emporenbasilika endet im Osten in einer polygonalen, von drei großen Rundbogenfenstern durchbrochenen Apsis. In der Apsiskalotte befindet sich keine Darstellung der Theotokos, sondern ein großes Kreuz. Es stellt ein einzigartiges Zeugnis der ikonoklastischen Kunst dar. Eine vergleichbare Darstellung findet sich in der Apsiskalotte von Sant’Apollinare in Classe. Dort symbolisiert das Kreuz Christus im Kontext der Verklärung.